# Giovanni da Camino
Giovanni da Camino (... – Chioggia, 1374) è stato un vescovo cattolico, teologo e predicatore italiano.

## Biografia
Figlio di Gherardo V da Camino e Maddalena de' Rossi, scarse sono le notizie che lo riguardano.
I cronisti moderni sostengono che, dopo aver studiato nel convento maggiore dei Servi di Venezia intorno al 1339, sarebbe entrato nei Servi di Maria e avrebbe quindi ricoperto l'incarico di pievano di Sant'Antonino, sempre a Venezia.
Predicatore e teologo, la sua nomina alla cattedra vescovile chioggiotta è datata 19 febbraio 1369 more veneto, ovvero il 19 febbraio 1370. Morì a Chioggia nel 1374, entro il 7 marzo.